# Torchmark Corporation

Torchmark Corporation, fundada en 1900 en Birmingham, Alabama y con sede en McKinney (Texas), es una compañía de servicios financieros ligada a la Bolsa de Nueva York. Proporciona seguros de vida, de salud, y otros productos financieros. Torchmark utiliza canales de distribución múltiple. La compañía mantiene una gran presencia en Birmingham, Alabama.

## Filiales
- Liberty National Life Insurance Company, McKinney, Texas
- Globe Life And Accident Insurance Company, Ciudad de Oklahoma, Oklahoma
- United American Insurance Company, McKinney, Texas
- First United American Life Insurance Company, Syracuse, Nueva York
- American Income Life Insurance Company, Waco, Texas
- Family Heritage Life Insurance Company of America, Cleveland, Ohio

## Historia
Liberty National Life Insurance Company fue fundada en 1900 por Heralds of Liberty, una sociedad de beneficencia. Liberty Nacional tuvo sede en Birmingham, Alabama hasta 2006, año en el que se trasladó a McKinney, Texas, junto con la compañía matriz.
En 1980, Liberty National adquirió Globe Life And Accident Insurance Company y formó la compañía hólding, Torchmark Corporation.
En 1981, TMK adquirió United Investors Life Insurance Company (UIL), United American Insurance Company y Waddell & Reed Financial.
En  1992, TMK comenzó a cotizar en el índice S&P 500 de Estados Unidos. En 1994, TMK adquirió American Income Life Insurance Company; En 1998, TMK transformó Waddell & Reed Financial en una filial de fondo mutualista.

## Cronología reciente
En 2006, TMK trasladó su sede de Birmingham a McKinney, Texas.
En 2010, TMK vendió United Investors Life Insurance Company (UIL) a Protective Life Corporation.
En 2012, TMK adquirió Family Heritage Life Insurance Company of America (FHL).
En febrero de 2014, la subsidiaria de Torchmark Globe Life adquirió los derechos de nombrar de Rangers Ballparks en Arlington, la casa de Texas de Grandes ligas de béisbol Rangers Club de Béisbol localizado en Arlington, Texas.
En agosto de 2001, una compañía de mutualistas a acusó Torchmark Corp. y su ejecutivo anterior de maquinar para continuar el control sobre Waddell & Reed Inc. Financial después de que Torchmark lo adquiriera en 1998.

## Presidentes y CEOs
- Frank P. Samford, Jr., presidente 1967–1982 (CEO 1967–1985)
- Ronald K. Richey, presidente 1982–1986 (CEO 1984–1998)
- C.B Hudson, presidente 1998–2000; CEO y presidente 1998–2005
- Mark S. McAndrew, presidente 2005–2012

Presidente actual y CEO
Tras 32 años de servicio, Mark S. McAndrew, presidente y CEO de Torchmark, se retiró en junio de 2012. El Consejo de administración nombró a Gary L. Coleman, vicepresidente ejecutivo, y a Larry M. Hutchison, vicepresidente ejecutivo, consejero general y CEO en junio de 2012.